# Distrikt Jumbilla
Der Distrikt Jumbilla liegt in der Provinz Bongará in der Region Amazonas in Nord-Peru. Der Distrikt wurde am 26. Dezember 1870 gegründet. Er besitzt eine Fläche von 159 km². Beim Zensus 2017 wurden 1385 Einwohner gezählt. Im Jahr 1993 lag die Einwohnerzahl bei 1362, im Jahr 2007 bei 1569. Verwaltungssitz ist die 1935 m hoch gelegene Provinzhauptstadt Jumbilla mit 1140 Einwohnern (Stand 2017).

## Geographische Lage
Der Distrikt Jumbilla liegt im zentralen Süden der Provinz Bongará. Der Río Chiriaco (auch Río Imaza) durchquert den Distrikt in nordnordwestlicher Richtung.
Der Distrikt Jumbilla grenzt im Westen an die Distrikte Valera, San Carlos und Cuispes, im Nordwesten an den Distrikt Florida, im Nordosten an den Distrikt Corosha sowie im Osten an die Distrikte Chisquilla, Recta, Asunción und Chiliquín (die letzten beiden in der Provinz Chachapoyas).